# Говерлянка (заказник)
Говерля́нка — ботанічний заказник місцевого значення в Україні. Розташований у межах Рахівського району Закарпатської області, на схід від села Луги. 
Площа 2,5 га. Статус надано згідно з рішенням Закарпатського облвиконкому від 07.03.1990 року № 55. Перебуває у віданні ДП «Рахівське ЛДГ» (Білотисянське лісництво, кв. 21, вид. 23). 
Створений з метою охорони ділянки, на якій зростає арніка гірська. Заказник розташований на висоті 1300 м. над р. м, на західному схилі одного з відногів головного хребта Чорногірського масиву (полонина Говерлянка).